# Banyak-Inseln
Die Banyak-Inseln sind eine Inselgruppe vor der Westküste Sumatras im Malaiischen Archipel im Indischen Ozean. Sie liegen rund 30 Kilometer westlich von Sumatra, ungefähr 80 km nördlich von Nias und 40 bis 80 km südöstlich von Simeuluë. Sie gehören zur indonesischen Provinz Aceh.
Die meisten Inseln sind unbewohnt, insgesamt leben auf der Inselgruppe rund 7.000 Menschen. Die Einwohner wanderten zum großen Teil als Siedler von Nias und aus Zentral-Sumatra ein. Auf einer Inseln leben Christen, dies ist die einzige christliche Gemeinschaft im muslimisch geprägten Aceh.
Die Inseln werden kaum landwirtschaftlich genutzt. Die Dorfbewohner leben hauptsächlich vom Fischfang sowie zum Teil vom Verkauf von Kokosnüssen. Sämtliche Waren des täglichen Bedarfs müssen von Sumatra herübergebracht werden. Im Jahr 2008 besuchten 300 Touristen die Banyak-Inseln. Von der Hafenstadt Singkil auf Sumatra verkehren Fähren oder andere Boote. Touristische Angebote sind im Entstehen.
Auf der Insel Balai leben im gleichnamigen Dorf die meisten Bewohner. Die größte Insel Tuangku hat eine Fläche von 206 km² und ist maximal 315 m hoch. Die größte Siedlung heißt Alaban. Die Insel Bangkaru ist Teil eines Nationalparks, dort nisten viele Wasserschildkröten. Die Organisation Yayasan Pulau Banyak hat es sich zur Aufgabe gemacht, die Populationen zu schützen. Ehemalige Eierdiebe und Einheimische sind in das Projekt eingebunden.
Beim verheerenden Tsunami 2004 sanken einige Inseln. Das Epizentrum lag unweit des Archipels.